# Аурус Сенат
Аурус Сенат е руски представителен автомобил, бронирана лимузина.
Автомобилът е снабден с хибридна система, състояща се от 4,4-литров V8 бензинов двигател, който работи заедно с електродвигател, използвайки интелигентна система за задвижване на всички колела. Ускорението на автомобила до 100 km/h e за шест секунди. Автомобилът е представен официално на 7 май 2018 година.
Автомобилите от серията Кортеж („Единая модульная платформа, ЕМП“) се очакваха да бъдат на разположение за износ за Близкия изток и Китай в края на 2018.
Цивилна версия на Senat ще бъде произведена от съвместно предприятие между фирмите NAMI и Sollers и LiAZ. Цените на дребно се очаква да започнат от 10 милиона рубли ($160 000).
Порше и Bosch Инженеринг са били свързани с развитието на двигателя..